# Гонсало Кастро
Гонсало „Гонзо“ Кастро Рандон (на немски: Gonzalo „Gonzo“ Castro Randón) (роден на 11 юни 1987 в Вупертал, Западна Германия) е германски футболист, играе като централен полузащитник и се състезава за Борусия Дортмунд.

## Клубна кариера

### Байер Леверкузен
Кастро тренира в Байер от 1999 г. През сезон 2004/05 дебютира за първия отбор в 18-ия кръг на Бундеслигата срещу Хановер 96. Въпреки че е само на 17 години, той е използван вече и в мачовете за Шампионската лига.

### Борусия Дортмунд
През лятото на 2015 преминава в Борусия Дортмунд.

## Отличия

### Клубни
Байер Леверкузен
- Първа Бундеслига
  - Вицешампион (1): 2010 – 11
- Купа на Германия
  - Финалист (1): 2008 – 09

Борусия Дортмунд
- Първа Бундеслига
  - Вицешампион (1): 2015 – 16
- Купа на Германия
  - Финалист (1): 2015 – 16

### Национални
Германия под-21
Шампион на Европейско първенство по футбол за под 21: 2009